# Hieracium leptocephalum
Hieracium leptocephalum es una especie de planta con flor del género Hieracium, de la familia Asteraceae, orden Asterales.

## Distribución
Hieracium leptocephalum se distribuye por Noruega.

## Taxonomía
Fue descrita científicamente por Fries ex Nyman.
Tratamiento taxonómico
La especie aparece registrada en una sección de la publicación Consp. Fl. Eur.